# Строганов, Александр Григорьевич (1795)
Барон (с рождения), граф (с 22 августа 1826) Алекса́ндр Григо́рьевич Стро́ганов (Стро́гонов) (31 декабря 1795 (11 января 1796) — 2 (14) августа 1891) — управляющий Министерством внутренних дел Российской империи (1839—1841), генерал-адъютант (1834), генерал от артиллерии (1856), глава ряда губерний, в том числе новороссийский и бессарабский генерал-губернатор (1854—1863). Во всей истории России дольше всех состоял в генеральских чинах — 59 лет и 9 месяцев. Крупный душевладелец (свыше 11,5 тысяч человек).

## Биография
Родился в семье барона Григория Александровича Строганова (1770—1857) и его жены Анны Сергеевны, урождённой княжны Трубецкой (1765—1824).

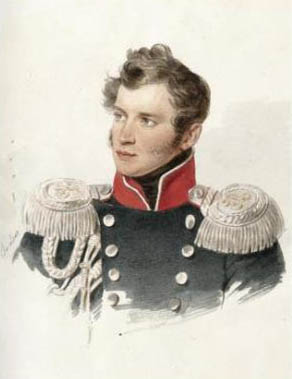
Портрет А. Г. Строганова работы П. Ф. Соколова (около 1825 г.)

С 1810 по 1812 год воспитывался в институте Корпуса инженеров путей сообщения, откуда был выпущен прапорщиком; вступив в лейб-гвардии артиллерийскую бригаду, участвовал в сражениях под Дрезденом, Кульмом, Лейпцигом; участвовал во взятии Парижа. За отличие в боях был награждён орденом Святой Анны 4-й степени и орденом Святого Владимира 4-й степени с бантом.
По окончании войны служил сначала в гвардейской артиллерии, в том числе адъютантом у начальника Главного штаба князя Петра Волконского (с января 1818 по август 1821); в 1821 году был назначен флигель-адъютантом Его Императорского Величества. С 1826 года исполнял ряд дипломатических поручений императора.
В 1829 году начал службу в Преображенском лейб-гвардии полку. В том же году получил чин полковника и был награждён орденом Святой Анны 2-й степени. В 1830 году участвовал в подавлении польского восстания.
В феврале 1831 года стал членом временного правления Царства Польского по управлению внутренними делами и полицией. В октябре того же года был повышен в чине до генерал-майора и назначен в свиту Его Императорского Величества и в 1832 году был отмечен орденом Святой Анны 1-й степени.
В период с января 1834 по 1836 год был товарищем министра внутренних дел Российской империи; с декабря 1834 года — генерал-адъютант императора Николая I; в 1836—1838 годах — малороссийским генерал-губернатором, а с 1839 по 1841 годы управлял Министерством внутренних дел.
В 1841—1842 годах жил в Париже, где изучал различные науки, прежде всего, анатомию в Парижском университете. Особое внимание он также уделял теории государственного управления, организации сберегательных банков и железнодорожному сообщению; также интересовался правом в области фабричной промышленности.
Вернувшись в Россию, служил в военном ведомстве в должности инспектора запасной артиллерии (1844—1855). С 1849 года до конце жизни был членом Государственного совета. Пробыв год (1854) военным губернатором Санкт-Петербурга, более 7 лет был новороссийским и бессарабским генерал-губернатором.
Находясь на постах члена Госсовета и генерал-губернатора региона, входившего в «Черту оседлости» евреев, граф А. Г. Строганов высказывался по еврейскому вопросу в Российской Империи. В письме министру внутренних дел Ланскому он писал, что, учитывая положительный опыт европейских стран, российских граждан еврейской национальности следует полностью уравнять в правах с остальным населением Империи и снять все многочисленные ограничения, которые налагались на них с рождения. Он также опроверг антиеврейские предубеждения, господствовавшие в среде имперских сановников. Ланской, изучив доводы гр. Строганова, согласился с его выводами и предложениями и подал соответствующий доклад на высочайшее имя, но император Александр II отказался от принятия каких-либо решений по данному вопросу.
В течение двадцати одного года был президентом Одесского общества истории и древностей и шесть лет — президентом Общества сельского хозяйства Южной России. Его личная библиотека была завещана одесскому Новороссийскому университету.
29 июня 1862 года уволен в бессрочный отпуск «до излечения болезни» с правом во всякое время отлучаться за границу.
С 8 (20) марта 1884 года и до конца жизни занимал наивысшее положение среди всех российских генералов по старшинству пожалования военным чином 2-го класса.
Скончался 2 (14) августа 1891 года в Одессе, похоронен на Старом городском кладбище.

### Послужной список
- В службу вступил (11.06.1812) в чине прапорщика
- Подпоручик (24.12.1815)
- Поручик (26.07.1818)
- Штабс-капитан (05.07.1820)
- Флигель-адъютант (17.08.1821)
- Капитан (13.03.1823)
- Полковник (17.03.1825)
- Генерал-майор Свиты (06.10.1831)
- Генерал-адъютант (06.12.1834)
- Генерал-лейтенант (06.12.1840)
- Генерал от артиллерии (26.08.1856)

### Почести
В 1862 году стал первым (до 1893 года оставался единственным) почётным гражданином Одессы (звание было присвоено как бывшему новороссийскому генерал-губернатору).
Также состоял президентом Императорского минералогического общества.
В день 50-летия службы в генеральских чинах (06.10.1881) пожалован орденом Св. апостола Андрея Первозванного.

### Награды
- Орден Святой Анны 4-й степени (29.09.1813)
- Орден Святого Владимира 4-й степени с бантом (22.01.1814)
- Орден Святой Анны 2-й степени (06.12.1826)
- Императорская корона к ордену Святой Анны 2-й степени (11.07.1831)
- Орден Святой Анны 1-й степени (26.03.1832)
- Орден Святого Владимира 2-й степени (02.04.1833)
- Орден Святого Георгия 4-й степени за 25 лет выслуги в офицерских чинах (06.12.1836)
- Орден Белого орла (06.12.1850)
- Орден Святого Александра Невского (17.04.1855)
- Бриллиантовые знаки к ордену Святого Александра Невского (29.09.1859)
- Орден Святого Владимира 1-й степени (29.06.1862)
- Орден Святого Андрея Первозванного (06.10.1881)
- Знак отличия беспорочной службы за XV лет (22.08.1830)
- Знак отличия беспорочной службы за XX лет (22.08.1835)
- Знак отличия беспорочной службы за XXV лет (22.08.1839)
- Знак отличия беспорочной службы за XXX лет (22.08.1850)
- Знак отличия беспорочной службы за XXXV лет (22.08.1855)
- Знак отличия беспорочной службы за XL лет (22.08.1860)

Иностранные:
- Прусский орден Pour le Mérite (1813)
- Австрийский орден Леопольда, малый крест (1874)
- Греческий Орден Спасителя 1-й степени (1835)
- Нидерландский Орден Нидерландского льва 1-й степени (1841)
- Люксембургский Орден Дубовой короны 1-й степени (1849)
- Нидерландский Военный орден Вильгельма 2-й степени (1849)
- Турецкий Орден Меджидие 1-й степени (1857)
- Золотая корона к прусскому ордену Pour le Mérite (1865)

## Семья и личная жизнь
Был женат с сентября 1820 года на графине Наталии Викторовне Кочубей (10.10.1800 — 24.01.1855), дочери государственного канцлера Виктора Павловича Кочубея и Марии Васильевны, урождённой Васильчиковой. Кавалерственная дама ордена Св. Екатерины 2 ст. (Малого креста).
Дети:
- Мариамна Александровна (1822—1839) — фрейлина;
- Григорий Александрович (1824—1878) — с 1853 года морганатический супруг великой княгини Марии Николаевны;
- Наталия Александровна (1828—1853) — с 1850 года супруга князя Павла Васильевича Голицына (1822—1871), сына В. С. Голицына;
- Виктор Александрович (1831—22.01.1856) — с 1854 года женат на Екатерине Николаевне Воейковой, дочери отставного гвардии капитана Н. П. Воейкова, скончался от чахотки в Риме, где и был похоронен;
- Сергей Александрович (1834—1842).

## История спамятником Пушкину в Одессе
Живший во время бессрочного отпуска в Одессе Строганов, видевший Пушкина лично и являющийся отдалённым родственником поэта (он являлся троюродным братом Наталии Николаевны Пушкиной), категорически отказался жертвовать что-либо на строившийся по подписке памятник и явившимся к нему просителям заявил: «Я кинжальщикам памятников не ставлю!… Я до этого ещё не дошёл!… Что же это такое — Пушкину памятник!… А?… Но что же полиция смотрит?… Что она смотрит?… Подписка!… И кому?… Нет, я не могу допустить подобного образа действий… Нужно сообщить полиции…».

## Память
- В честь А. Г. Строганова названо мясное блюдо бефстроганов.
- В честь А. Г. Строганова в Одессе назван один из городских мостов[6] — «Строгановский мост» и улица в Малиновском районе.